# جمعية طلاب طب الأسنان الأمريكيين
الرابطة الأمريكية لطلاب الأسنان (بالإنجليزية: American Student Dental Association)‏ واختصارا (بالإنجليزية: ASDA)‏ منظمة مهنية وطنية يديرها الطلاب تعنى بحقوق ومصالح طلاب طب الأسنان وتعمل على رعايتهم. تسعى إلى تأهيل الطلاب للمشاركة المنظمة والدائمة في طب الأسنان حيث توفر الخدمات والمعلومات والتعليم لهم وتمثلهم وتدافع عنهم.

## التأسيس
تأسست ASDA لربط ودعم وتعزيز احتياجات طلاب طب الأسنان حيث تدير مجلة تعمل على نشر مبادئها فيها (Contour).وتمثل 92% من طلاب طب الأسنان من جميع كليات طب الأسنان الست والستين 66 الموجودة في الولايات المتحدة، ففي عام 2018 ، كان لدى الجمعية أكثر من 24000 عضو ، بما في ذلك 22000 طالب طب أسنان وما يقرب من 2000 من الطلاب الجامعيين.ولدى الجمعية أيضًا فئة عضوية لطلاب طب الأسنان الدوليين.
كان العديد من أعضاء هيئة التدريس والمدربين السريريين في مدارس طب الأسنان في ذلك الوقت قد خدموا في القوات المسلحة وكانوا ملتزمين بأسلوب سيءفي «التعليم» وطرق تعليمية قديمة. لم يكن هناك نظام للإجراءات القانونية الواجبة حيث يمكن طرد الطلاب لأي سبب من الأسباب دون اللجوء إلى سبل عادلة. بالنظر إلى مجموعة من هذه التفاوتات ، أصبح من الواضح أن طلاب طب الأسنان بحاجة إلى التنظيم.
في فبراير 1970 ، تم تشكيل الجمعية الطلابية الأمريكية لطب الأسنان (SADA). فقامت العديد من كليات طب الأسنان في الولايات المتحدة بتسجيل الطلاب في الجمعية تلقائيًا ، مما أدى لأن تكون نسبة عالية من طلاب طب الأسنان أعضاء في الجمعية.

## التنظيم الإداري
تم تنظيم الجمعية كشبكة من الوحدات الموجودة في كل من كليات طب الأسنان البالغ عددها ستة وستون في الولايات المتحدة (بما فيها بورتوريكو)، وهي مصممة بشكل فريد للاستجابة لأعضائها على المستويات المحلية والإقليمية والوطنية. في عام 1999 ، استضافت ASDA والجمعية الأمريكية لتعليم طب الأسنان أول يوم وطني لتجمع طلاب طب الأسنان. يتضمن هذا تجمع الطلاب في واشنطن العاصمة بنشاط للضغط على أعضاء الكونجرس.
دير الجمعية 132 مندوبًا (طالبان من كل وحدة من فروع كليات طب الأسنان البالغ عددها 66 فرعًا). يتم تجميع الفصول في 11 منطقة، كل منها يديرها وصي منتخب. وفي كل عام، ينتخب المندوبون رئيسًا ونائبين له ورئيسًا لمجلس المندوبين. لدى ASDA أيضًا مجالس توجه عمل المنظمة في عدد من المجالات الرئيسية.
تعرض المقترحات التي تقدم كطلب رسمي أو الإجراءات المطلوبة على مجلس المندوبين للنظر فيها، ويقوم المندوبون بالمناقشة لصالح قرار معين أو ضده، ثم يصوت المجلس لتحديد النتيجة.